# Congénies
Congénies ist eine französische Gemeinde mit 1628 Einwohnern (Stand 1. Januar 2022) im Département Gard in der Region Okzitanien. Sie gehört zum Kanton Calvisson und zum Gemeindeverband Pays de Sommières.

## Geografie
Congénies liegt im Westen der Ebene Vaunage und im Osten des Pays de Sommières, 29 Kilometer nordöstlich von Montpellier, 19 Kilometer südwestlich von Nîmes, 11 Kilometer nordöstlich von Lunel und 5,7 Kilometer östlich des Kantonshauptorts Sommières, zwischen den Nachbargemeinden Calvisson im Nordosten und Aubais im Südwesten.

## Geschichte
Der Ortsname ist gallischen Ursprungs und hat sich aus Congenna entwickelt.
Um 1769 konvertierte ein Bewohner von Congénies in Großbritannien zum Quäkertum und gründete eine Quäkergemeinde in Congénies. Der letzte Quäker im Ort verstarb 1928.
1793 erhielt Congénies (als Congenies) im Zuge der Französischen Revolution (1789–1799) den Status einer Gemeinde und 1801 das Recht auf kommunale Selbstverwaltung.
| Jahr      | 1962 | 1968 | 1975 | 1982 | 1990 | 1999  | 2008  | 2017  |
| --------- | ---- | ---- | ---- | ---- | ---- | ----- | ----- | ----- |
| Einwohner | 441  | 473  | 496  | 596  | 903  | 1.072 | 1.542 | 1.668 |

## Sehenswürdigkeiten
Die mittelalterliche Struktur des Ortskerns ist erhalten geblieben. Die zusammengedrängte Gruppe von Häusern war mit Befestigungsanlagen umgeben.
Eine ursprüngliche Kirche Sainte-Marie wurde erstmals 1156 in einer Bulle des Papstes Hadrian IV. († 1159) erwähnt. Jenes Gebäude wurde im 14. Jahrhundert in das Befestigungssystem der Ortschaft integriert. Die Kirche wurde während der Hugenottenkriege (1562–1598) geplündert und im 17. Jahrhundert repariert. 1703 wurde sie durch die Kamisarden unter der Führung von Jean Cavalier (1681–1740) geplündert und angezündet. 1759 wurde ein neuer Glockenturm errichtet. Während der Französischen Revolution fanden keine Gottesdienste statt, die Kirche wurde am 6. August 1800 der Römisch-katholischen Kirche zurückgegeben. Regelmäßige Gottesdienste fanden wieder ab 1807 statt. 1949 wurde die Kirche in das Zusatzverzeichnis der Monuments historiques (historische Denkmale) eingetragen.

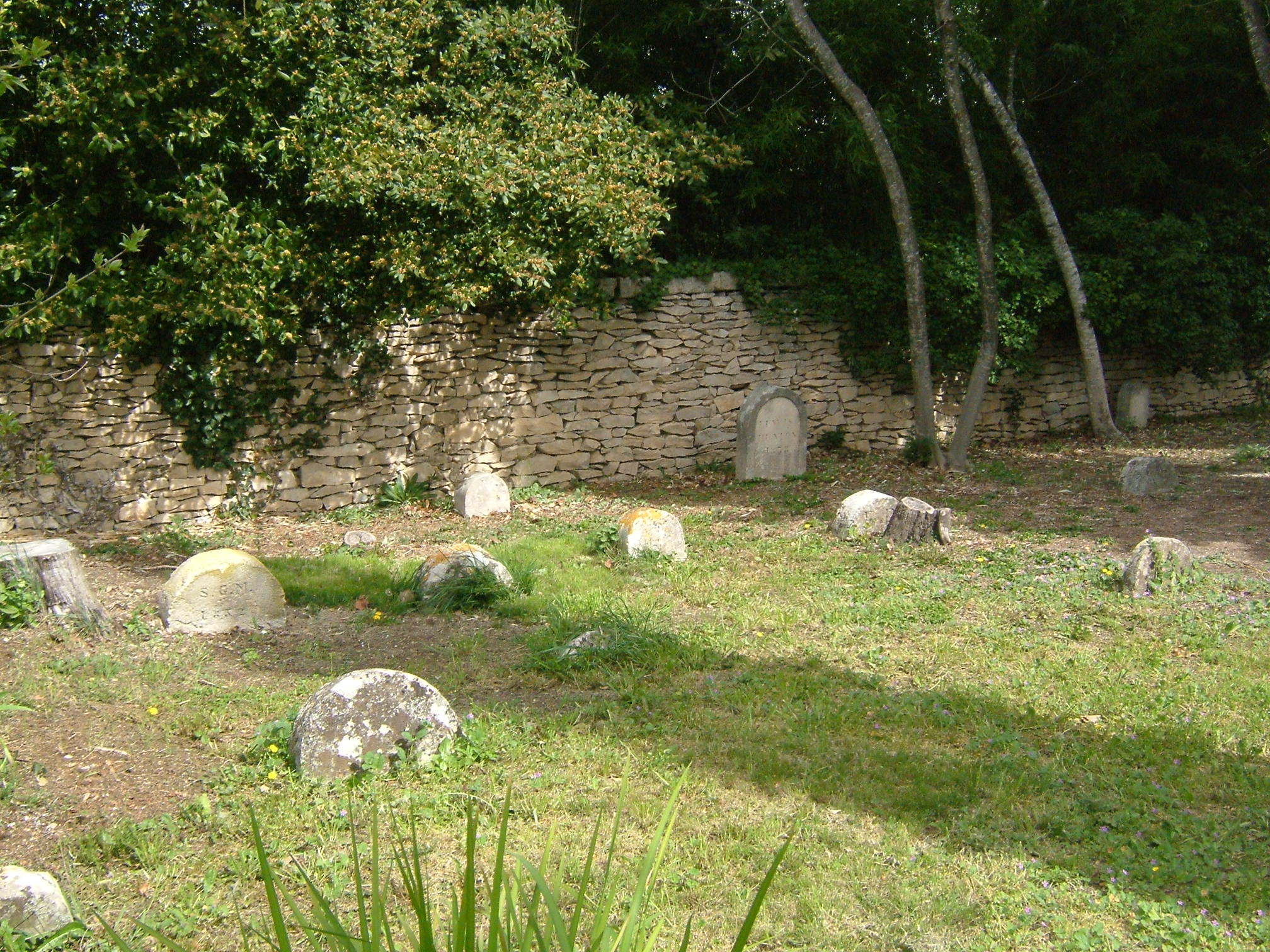
Quäkerfriedhof

Das Versammlungshaus der Quäker wurde 1822 im Stil des Klassizismus erbaut und bis 1907 genutzt. Der Friedhof der Quäker wurde im Garten des Gebäudes eingerichtet und von 1830 bis 1890 genutzt. Im Ersten Weltkrieg (1914–1918) wurde das Gebäude in ein Militärhospital umgewandelt. Seit 1954 dient es als Wohnhaus.